# Station Glaisdale
Glaisdale is een spoorwegstation van National Rail in Glaisdale, Scarborough in Engeland. Het station is eigendom van Network Rail en wordt beheerd door Northern Rail. Het station is geopend in 1865.